# Fuerte Olimpo
Fuerte Olimpo é um distrito e capital do departamento do Alto Paraguai. Está localizado no norte do país às margens do rio Paraguai. Está a 480 km da cidade de Assunção, capital do país. 

## História
Foi fundada em 1792 como Fuerte Borbón, em homenagem à dinastia reinante na Espanha da época. O objetivo da criação dessa cidade era defender essa região do Vice-Reino do Rio da Prata das incursões dos bandeirantes, advindas do Brasil. Após a independência, o nome foi trocado para Fuerte Olimpo.  
Durante a Guerra do Paraguai, a cidade foi tomada por tropas brasileiras. Durante a Guerra do Chaco, a cidade sofreu ataques aéreos da Força a Aérea Boliviana. 

## Geografia
A cidade de Fuerte Olimpo está situada no extremo leste do Chaco na margem direita do rio Paraguai praticamente em frente à foz do rio Branco. Ao norte e ao leste se espraiam os imensos mananciais do Pantanal. A sede do município está em uma zona mais elevada e abrigada de inundações. Pelo lado sudoeste, desde o interior do Chaco, aflui o rio Melo que também desagua no rio Paraguai.

## Economia
A principal atividade econômica é a agropecuária, sendo um importante produtor de grãos e um centro de tecnologia no que diz respeito a vacinação bovina. A grande rede fluvial possibilita uma ampla prática da pesca, além de ser o corredor de exportação de todo o departamento. O turismo vem sendo explorado nos últimos anos.

## Infraestrutura

### Transporte
O município de Fuerte Olimpo é servido pelas seguintes rodovias:
- Caminho em terra ligando o município a cidade de La Victoria
- Caminho em terra ligando o município a cidade de Filadelfia ( Departamento de Boquerón)
- Caminho em terra ligando o município a cidade de Mariscal José Félix Estigarribia ( Departamento de Boquerón)